# Furanoză

d}fructofuranoză

Termenul de furanoză face referire la acele zaharide care conțin o structură chimică ce include un heterociclu format din patru atomi de carbon și un atom de oxigen. Denumirea provine de la asemănarea ciclului cu a compusului heterociclic denumit furan, însă ciclul furanozic nu conține legături duble. 
Ciclul furanozic este un hemiacetal ciclic al unei aldopentoze sau un hemicetal al unei cetohexoze.